# جزیره شدوان
جزیره شدوان (به عربی: شدوان) یک منطقهٔ مسکونی در مصر است که در استان بحرالاحمر واقع شده‌است و
در ورودی «خلیج السویس» و «خلیج عقبه» در دریای سرخ واقعه شده‌است و از «الغردقه» ۳۵ کیلومتر و از السویس ۳۲۵ کیلومتر فاصله دارد.
این جزیره به شناگری و تمارین غواصی و صید شناخته می‌شود؛ ولی اجازه شنا کردن داده نمی‌شود؛ این یک جزیره صخره‌ایی دور افتاده‌است که مساحت آن ۷۰ کیلومتر می‌باشد؛ این جزیره بزرگترین گروه از جزایر در دهانه خلیج سوئز در شمال دریای سرخ است و ۱۶ کیلومتر (۹/۹ مایل) طول و بین ۳ تا ۵ کیلومتر (۱/۹ و ۳/۱ مایل) عرض دارد.
قبلاً به این جزیره شاکر نیز می‌گفتند که  دارای یک فانوس دریایی است.  

## زمین‌ لرزه
در ۳۱ مارس ۱۹۶۹ یک زمین لرزه به بزرگی ۶/۶ ریشتر در مقیاس امواج سطحی در این منطقه بوجود آمد. این زمین لرزه خساراتی از جمله ریزش سنگ‌های متعدد به بار آورد. در ۹ آوریل ۱۹۹۶ یک ایستگاه از شبکه لرزه‌نگاری هورگادا با هدف به دست آوردن اطلاعات در مورد زمین لرزه منطقه جنوبی خلیج سوئز شروع به فعالیت در جزیره کرد. این ایستگاه با باتری‌های خورشیدی کار می‌کند و داده‌های لرزه‌ای توسط تله متری به مرکز لرزه‌نگاری هورگادا در غردقه منتقل می‌شود.

## تاریخچه
در طول جنگ فرسایش‌زا بین اسرائیل و مصر، این جزیره مستحکم و در اختیار نیروهای مصری قرار گرفت. در ۲۲ ژانویه ۱۹۷۰، این مکان محل عملیات رودس بود، یک حمله با هلی‌برد توسط سربازان اسرائیلی که جزیره را به مدت ۳۶ ساعت اشغال کردند. ۷۰ سرباز مصری و ۳ سرباز اسرائیلی در جریان نبرد کشته شدند.